# Euxesta
Euxesta är ett släkte av tvåvingar. Euxesta ingår i familjen fläckflugor.

## Dottertaxa tillEuxesta, i alfabetisk ordning[1]
- Euxesta abana
- Euxesta abdominalis
- Euxesta acuta
- Euxesta acuticornis
- Euxesta albitarsis
- Euxesta alternans
- Euxesta anna
- Euxesta annonae
- Euxesta antillarum
- Euxesta arcuata
- Euxesta argentina
- Euxesta atlantica
- Euxesta atripes
- Euxesta australis
- Euxesta avala
- Euxesta basalis
- Euxesta bicolor
- Euxesta bifasciata
- Euxesta bilimeki
- Euxesta binotata
- Euxesta bipunctata
- Euxesta brookmani
- Euxesta calligyna
- Euxesta callona
- Euxesta cavagnaroi
- Euxesta chavannei
- Euxesta conserta
- Euxesta conspersa
- Euxesta contorta
- Euxesta costalis
- Euxesta decisa
- Euxesta eluta
- Euxesta fenestrata
- Euxesta fervida
- Euxesta freyi
- Euxesta fulvicornis
- Euxesta galapagensis
- Euxesta geminata
- Euxesta guianica
- Euxesta hendeli
- Euxesta hyalipennis
- Euxesta insolita
- Euxesta intermedia
- Euxesta intrudens
- Euxesta juncta
- Euxesta junctula
- Euxesta lacteipennis
- Euxesta laffooni
- Euxesta latifasciata
- Euxesta leucomelas
- Euxesta lunata
- Euxesta luteocesta
- Euxesta lutzi
- Euxesta macquarti
- Euxesta maculata
- Euxesta magdalenae
- Euxesta mazorca
- Euxesta minor
- Euxesta mitis
- Euxesta nesiotis
- Euxesta nigricans
- Euxesta nigriceps
- Euxesta nitidiventris
- Euxesta notata
- Euxesta obliqua
- Euxesta pacifica
- Euxesta panamena
- Euxesta pechumani
- Euxesta penacamposi
- Euxesta phoeba
- Euxesta pruinosa
- Euxesta pulchella
- Euxesta punctipennis
- Euxesta pusio
- Euxesta quaternaria
- Euxesta remota
- Euxesta rubida
- Euxesta sanguinea
- Euxesta schineri
- Euxesta schnusei
- Euxesta schusteri
- Euxesta scoriacea
- Euxesta scoriacina
- Euxesta scutellaris
- Euxesta sororcula
- Euxesta spodia
- Euxesta spoliata
- Euxesta stackelbergi
- Euxesta stigma
- Euxesta stigmatias
- Euxesta tepocae
- Euxesta thomae
- Euxesta undulata
- Euxesta wettsteini
- Euxesta willistoni
- Euxesta xeres
- Euxesta zacki